# Entero gaussiano
Un entero gaussiano es un número complejo cuyas partes real e imaginaria son números enteros. Forman el subconjunto propio de los números racionales gaussianos.
El conjunto de los enteros de Gauss,  dotado de la suma y producto ordinarios de números complejos, forma un anillo conmutativo con unidad multiplicativa y luego un dominio de integridad conmutativo y unitario, usualmente se denota como Z[i], donde i designa la unidad imaginaria. Una estructura de esta naturaleza posee numerosas propiedades, agrupadas con el nombre de dominio de Dedekind. Además, lo que aún es más extraordinario, es un dominio euclídeo y por lo tanto factorial.
Los enteros de Gauss son utilizados en teoría de números algebraicos y en aritmética modular, por ejemplo, para el estudio de ecuaciones diofánticas. El empleo de este sistema algebraico facilitó a Carl Friedrich Gauss demostrar la ley de reciprocidad cuadrática.

Enteros gaussianos en el Plano complejo.

Formalmente, el conjunto de los enteros gaussianos se define como un subconjunto propio de los números complejos, siendo la parte real y la parte imaginaria números enteros, se denota:
{\displaystyle \mathbf {Z} [i]=\{a+bi\mid a,b\in \mathbf {Z} \}.}
siendo i2 = -1.

## Propiedades algebraicas
El conjunto de los enteros gaussianos provisto de la suma es un grupo abeliano, con elemento neutro: 0. El mismo conjunto Z[i] provisto del producto de números complejos es un anillo conmutativo, con elemento unitario: 1. Las unidades son 1, -1, i, -i; esto es, sus inversos mulplicativos están en Z[i]. Dicho conjunto es un dominio entero, pues no tiene divisores de cero. Pues {\displaystyle zw=0} implica  z = 0 ó w = 0. Además Z[i] es un dominio euclidiano. Dados los enteros gaussianos a, b ≠ 0 existen los enteros gaussianos q y r tal que a=bq+r, siendo 0 ≤ν(r)≤ ν(b) Todo número entero es entero gaussiano. Además un entero gaussiano imaginario es un número algebraico de segundo grado.

## Norma
La norma de un número gaussiano es el número natural definido como el producto del número gaussiano por su conjugado, es decir:
{\displaystyle N\left(a+bi\right)=a^{2}+b^{2}=(a+bi){\overline {(a+bi)}}.}
La norma es multiplicativa, i.e.
{\displaystyle N(z\cdot w)=N(z)\cdot N(w).}
La norma guarda cierta similitud con el valor absoluto y  su raíz cuadrada es la distancia euclídea del entero gaussiano a+bi al origen del plano complejo; La norma de los enteros gaussianos es adecuada para el estudio de la divisibilidad de estos.
Las unidades de Z[i] son, por lo tanto, precisamente aquellos elementos con norma 1, es decir, los elementos 1, −1, i y −i. Estos, como puntos del plano gaussiano o R2, son simétricos respecto del origen, del eje real y del eje imaginario

## Divisibilidad

### Factores
Se dice que el entero gaussiano β es un factor del entero gaussiano α, si existe γ gaussiano no nulo tal que α=β·γ y se denota β|α. Por ejemplo 4 + 3i = (2-i) (1+2i), luego 2 -i divide a 4 + 3i. En caso de que el entero gaussiano no tenga divisores se denomina irreducible.

### Asociados
Dos números gaussianos enteros se denominan asociados si difieren entre sí en un factor igual a un divisor de la unidad, de otra forma {\displaystyle \beta ,-\beta ,i\beta ,-i\beta } serán números gaussianos enteros asociados si β es un número gaussiano entero arbitrario.

### Número gaussiano primo
Un entero gaussiano π es un número gaussiano primo si su norma es mayor que 1 y que el mismo no puede descomponerse en un producto de dos gaussianos enteros, cuyas normas sean menores que la del número π. Ejemplos
{\displaystyle \pi _{1}=2+i} de norma {\displaystyle N(\pi _{1})=5}
{\displaystyle \pi _{2}=4+i} de norma {\displaystyle N(\pi _{2})=17}.
Comúnmente, serán números gaussianos primos todos aquellos cuyas normas sean números racionales primos o sean el producto de un primo de la forma 4n + 3 por una unidad (±1, ±i). Gauss demostró que Z[i] es un dominio de factorización única y mostró que los primos se dividen en tres clases:
- 2 es un caso especial: 2 = i3 (1 + i)2. Es el único primo en Z divisible por el cuadrado de un primo en Z[i]. En teoría de números algebraicos, se dice que 2 se ramifica en Z[i].

- Los primos positivos en Z  de la forma 4n+3 son también primos en Z[i]. En teoría de números algebraicos, se dice que esos primos permanecen inertes en Z[i].

- Los primos positivos en Z de la forma 4n+1 son el producto de dos conjugados primos en Z[i]. En teoría de números algebraicos, se dice que esos primos se descomponen en Z[i].

Así, los primos inertes son 3, 7, 11, 19, ... y una factorización de los primos descompuestos es
 5 = (2 + i) × (2 − i),
13 = (2 + 3i) × (2 − 3i),
17 = (4 + i) × (4 − i),
29 = (2 + 5i) × (2 − 5i), ...
Los asociados y conjugados de un primo son también primos.

### Teorema de la factorización
todo número gaussiano entero α ≠ 0 puede descomponerse en un producto de números gaussianos primos
{\displaystyle \alpha =\pi _{1}\pi _{2}...\pi _{k}}
(los {\displaystyle \pi _{i}} son números gaussianos primos que pueden no ser diferentes).
esta descomposición es unívoca, en la siguiente manera. Si se da otra descomposición 
{\displaystyle \alpha =\beta _{1}\beta _{2}...\beta _{\ell }},
ambas descomposiciones tienen el mismo número de factores, k=l, y ellas pueden diferir apenas en el orden de factores y de los factores que sean divisores de la unidad. Esta proposición es análoga a una proposición referida a la descomposición de un número entero compuesto.

## Como dominio de ideales principales

Primos gaussianos de módulo menor o igual a 500

Los enteros gaussianos forman un dominio de ideales principales con las unidades 1,  −1, i, y −i. Si x es un entero gaussiano, los cuatro números x, ix,  −x, y −ix se llaman «asociados de x». Como cualquier dominio de ideales principal, los enteros gaussianos forman también un dominio de factorización única.
Los elementos primos de Z[i] son también conocidos como primos gaussianos. Un asociado de un primo gaussiano es también un primo gaussiano. Los primos gaussianos son simétricos sobre los ejes real e imaginario. Los primos gaussianos que son enteros positivos son los números primos congruentes con 3 módulo 4, (sucesión A002145 en OEIS). No se podría referir uno únicamente a esos números como «los primos gaussianos», el término se refiere a todos los primos gaussianos, muchos de los cuales no están en Z. Para el caso 1+i que es factor de 2.
5, como número racional entero, es un número primo, pero como entero gaussiano no es un elemento primo; pues 5 = (2+i)(2-i), estos factores sí son elementos primos en Z[i]